# Nottingham Challenge 2011
Il Nottingham Challenge 2011, noto anche come Aegon Nottingham Challenge, è stato un torneo professionistico di tennis giocato sull'erba. È stata la 25ª edizione del torneo, facente parte dell'ATP Challenger Tour nell'ambito dell'ATP Challenger Tour 2011, e la sesta edizione femminile, che faceva parte dell'ITF Women's Circuit nell'ambito dell'ITF Women's Circuit 2011. Si è giocato a Nottingham nel Regno Unito dal 6 al 12 giugno 2011.

## Partecipanti ATP

### Teste di serie
| Nazionalità | Giocatore         | Ranking* | Testa di serie |
| ----------- | ----------------- | -------- | -------------- |
| Francia     | Jérémy Chardy     | 61       | 1              |
| Israele     | Dudi Sela         | 91       | 2              |
| Paesi Bassi | Jesse Huta Galung | 113      | 3              |
| Slovacchia  | Lukáš Lacko       | 115      | 4              |
| Colombia    | Alejandro Falla   | 120      | 5              |
| Lussemburgo | Gilles Müller     | 121      | 6              |
| Brasile     | João Souza        | 125      | 7              |
| Italia      | Simone Bolelli    | 126      | 8              |

- Rankings al 23 maggio 2011.

### Altri partecipanti
Giocatori che hanno ricevuto una wild card:
- Daniel Evans
- Richard Gabb
- Daniel Smethurst
- Alexander Ward

Giocatori che hanno ricevuto uno special exempt:
- Bernard Tomić

Giocatori passati dalle qualificazioni:
- Carsten Ball
- Richard Bloomfield
- Evgenij Kirillov
- Frederik Nielsen

## Partecipanti WTA

### Teste di serie
| Nazionalità | Giocatrice          | Ranking* | Testa di serie |
| ----------- | ------------------- | -------- | -------------- |
| Romania     | Monica Niculescu    | 44       | 1              |
| Rep. Ceca   | Lucie Hradecká      | 45       | 2              |
| Francia     | Mathilde Johansson  | 68       | 3              |
| Russia      | Evgenija Rodina     | 81       | 4              |
| Regno Unito | Elena Baltacha      | 83       | 5              |
| Rep. Ceca   | Petra Cetkovská     | 98       | 6              |
| Regno Unito | Anne Keothavong     | 108      | 7              |
| Thailandia  | Tamarine Tanasugarn | 116      | 8              |

- Rankings al 6 giugno 2011.

### Altre partecipanti
Giocatrici che hanno ricevuto una wild card:
- Anna Fitzpatrick
- Katie O'Brien
- Lucy Brown
- Jade Windley

Giocatrici passate dalle qualificazioni:
- Melinda Czink
- Tetjana Lužans'ka
- Kristýna Plíšková
- Zhang Ling

## Campioni

### Singolare maschile
Dudi Sela ha battuto in finale  Jérémy Chardy, 6–4, 3–6, 7–5

### Singolare femminile
Elena Baltacha ha battuto in finale  Petra Cetkovská, 7–5, 6–3

### Doppio maschile
Rik De Voest /  Adil Shamasdin hanno battuto in finale  Treat Conrad Huey /  Izak van der Merwe, 6–3, 7–6(9)

### Doppio femminile
Eva Birnerová /  Petra Cetkovská hanno battuto in finale  Regina Kulikova /  Evgenija Rodina, 6–3, 6–2